# Marcel Jacques Boulenger
Marcel Jacques Boulenger (n. 9 septembrie 1873, Paris, Île-de-France, Franța – d. 21 mai 1932, Chantilly, Picardie⁠(d), Franța) a fost un scriitor ce a reprezentat Franța, medaliat olimpic. A participat la două ediții ale Jocurilor Olimpice (1900, 1912) în care a câștigat o medalie de bronz.